# Lars Lagerbäck
Lars Edvin Lagerbäck (ur. 16 lipca 1948 w Katrineholm) – szwedzki piłkarz i trener piłkarski. 

## Kariera piłkarska
Jako zawodnik przez kilkanaście lat grał w klubach z niższych lig: w Alby FF (1960–1969) i Grimonäs CK (1970-1974). W tym czasie ukończył studia w szkole wychowania fizycznego i sportu w Sztokholmie. 

## Kariera szkoleniowa
Zaczynał przygodę z pracą trenerską z dala od wielkiego futbolu. Zajmował się głównie szkoleniem dzieci i młodzieży. Na początku lat 90. trafił do Szwedzkiego Związku Piłki Nożnej.
Przez pięć lat był szkoleniowcem szwedzkiej drużyny młodzieżowej. Pomagał także selekcjonerowi Tommy'emu Svenssonowi przy pierwszej reprezentacji. W tym czasie Szwecja zajęła trzecie miejsce na Mundialu 1994.
Po odejściu Svenssona, został asystentem kolejnego selekcjonera Tommy’ego Söderberga. Pod koniec 1999 roku szefowie federacji postanowili, że ze szwedzką kadrą będzie pracowało dwóch trenerów. W ten sposób Lagerbäck stał się równoprawnym partnerem Söderberga. Wspólnie kierowali reprezentacją podczas Euro 2000 i 2004 oraz Mundialu 2002.
Po Euro 2004 Söderberg odszedł do drużyny młodzieżowej i od tej pory Lagerbäck prowadził kadrę samodzielnie. W październiku 2009 roku przestał być selekcjonerem reprezentacji Szwecji. 27 lutego 2010 roku został nowym trenerem Nigerii. W październiku 2011 podpisał kontrakt na prowadzenie reprezentacji Islandii, który obowiązuje od 1 stycznia 2012. Od 2017 trener reprezentacji Norwegii.

## Sukcesy szkoleniowe
- start (faza grupowej) w Euro 2000, awans na mundial 2002 i start w tym turnieju (1/8 finału) oraz awans do Euro 2004 i start w tym turnieju (ćwierćfinał) z reprezentacją Szwecji (wspólnie z Tommym Söderbergiem)
- awans na mundial 2006 i start w tym turnieju (1/8 finału) z reprezentacją Szwecji (samodzielnie)
- awans z reprezentacją Islandii na Euro 2016 i start w tym turnieju (ćwierćfinał)

## Odznaczenia i wyróżnienia
- Krzyż Kawalerski Orderu Sokoła Islandzkiego (Islandia, 2018)[4]
- Doktor honoris causa Mittuniversitetet (Szwecja, 2016)[5]